# Ernst Brenner von Felsach
Ernst svobodný pán Brenner von Felsach (6. července 1823 Vídeň – 18. července 1889 Baden) byl rakouský šlechtic a rakousko-uherský diplomat. Ve státních službách působil od roku 1844 a na nižších diplomatických postech vystřídal řadu evropských metropolí. V letech 1884–1887 byl rakousko-uherským vyslancem v Portugalsku.

## Biografie
Pocházel ze staré šlechtické rodiny nobilitované v 18. století, byl synem diplomata a orientalisty Ignaze Brennera von Felsach (1772–1849), matka Marie Elizabeth (1782–1866) pocházela z rodu Münch-Bellinghausen. V letech 1833–1844 studoval na Tereziánské akademii a poté vstoupil do státních služeb. Začínal jako praktikant u státního kancléřství, poté přešel do diplomatických služeb. Byl vyslaneckým tajemníkem ve Stockholmu (1846–1854), poté krátce pracoval na ministerstvu zahraničí a v letech 1855–1858 byl vyslaneckým tajemníkem v Petrohradě. Na stejné pozici působil poté v Berlíně (1859–1863), Hannoveru (1863–1864) a znovu v Petrohradě (1864–1868).
V letech 1868–1884 zastával funkci generálního konzula ve Varšavě s titulem velvylaneckého rady I. třídy. V závěru své kariéry byl v letech 1884–1887 rakousko-uherským vyslancem v Lisabonu, odkud odešel ze zdravotních důvodů v lednu 1887 na dovolenou a k datu 3. března 1887 byl penzionován. 
Jeho starší bratr Adolf Brenner von Felsach (1814–1883) byl také diplomatem, rakouským vyslancem v několika evropských zemích (Řecko, Dánsko), později majitelem velkostatků v Dolním Rakousku a členem Panské sněmovny.

## Tituly a ocenění
Spolu s otcem byl v roce 1837 povýšen do stavu svobodných pánů. Jako příslušník šlechtické rodiny byl v roce 1860 jmenován c. k. komořím. Během diplomatické služby získal několik vyznamenání v Rakousku-Uhersku i v zahraničí.

### Rakousko-Uhersko
- rytířský kříž Leopoldova řádu (1870)
- komtur Řádu Františka Josefa (1874)[13]

### Zahraničí
- velkokříž Řádu sv. Stanislava (Rusko)
- Řád svaté Anny II. třídy (Rusko)
- komtur Řádu Guelfů (Hannoversko)
- rytíř Řádu polární hvězdy (Švédsko)